# Mahottari District
Mahottari District er et af Nepals 75 administrative og politiske regioner, betegnet distrikter (lokalt betegnet district, zilla, jilla el. जिल्ला). Mahottari er et distrikt i lavlandet Terai, som ligger i Janakpur Zone i Central Development Region.
Mahottari areal er 1.002 km² og der boede ved folketællingen 2001 i alt 553.481 og i 2007 618.238 og i 2011 627.580 i distriktet. Distriktets politiske organ District Development Committee er sammensat gennem indirekte valg, med repræsentation fra hver af de 9-17 administrative enheder ilakaer, hvert distrikt er opdelt i. 
Mahottari District er endvidere opdelt i 77 udviklingskommuner (lokalt navn: Gaun Bikas Samiti (G.B.S.) el. Village Development Committee (VDC)), hvoraf byer med over 10.000 indbyggere kategoriseres som købstæder (municipalities). 
Mahottari District er udviklingsmæssigt – gennem anvendelse af FN og UNDP's Human Development Index – kategoriseret som nr. 59 ud af Nepals 75 distrikter.

## Eksterne links
- Kort over Mahottari District
- Mahottari District sundhedsprofil – fra FN-Nepal (på engelsk)

26°52′N 85°48′Ø / 26.87°N 85.8°Ø